# 江戸相撲明和6年4月場所
江戸相撲明和6年4月場所（えどすもうめいわ6ねん4がつばしょ）は、明和6年（1768年）4月に開催された江戸相撲（大相撲の前身）の本場所。興行場所は深川八幡神社。

## 概要
後に一時代を築く谷風梶之助が、伊達ヶ関森右エ門の四股名で大関附出、初土俵を飾った場所である。

## 幕内番付・星取表
この場所は8日間興行であったが、7日目の星取が不明である。そのため、成績表示は便宜上7日制の扱いとする。
| 東               | 東           | 東             | 番付      | 西               | 西           | 西               |
| 備考             | 成績         | 力士名         | 番付      | 力士名           | 成績         | 備考             |
| ---------------- | ------------ | -------------- | --------- | ---------------- | ------------ | ---------------- |
| 新大関（第34代） | 2勝1敗4休    | 生駒山善太夫   | 大関      | 伊達ヶ関森右エ門 | 4勝3休       | 新大関（第35代） |
|                  | 4勝1敗1分1休 | 石見潟丈右エ門 | 関脇      | 富士ヶ嶽吉太夫   | 2勝3敗1預1休 |                  |
|                  | 4勝2敗1分    | 出水川貞右エ門 | 小結      | 関ノ戸億右エ門   | 4勝1分2休    |                  |
|                  | 6敗1預       | 雪見山堅太夫   | 前頭筆頭  | 友綱良助         | 4勝1敗1分1休 |                  |
|                  | 3敗1預3休    | 荒瀧吾太夫     | 前頭2枚目 | 越ノ海勇藏       | 6勝1休       |                  |
|                  | 2勝1敗4休    | 木幡山         | 前頭3枚目 | 玉垣額之助       | 1敗6休       |                  |
|                  | 3勝4敗       | 松浦川林右エ門 | 前頭4枚目 | 稲川政右エ門     | 4勝2敗1休    |                  |

## 備考
- この時代の江戸相撲においては優勝力士という概念は存在していないが、後に定められた優勝制度を遡って準用することができる。本場所においては、7日目の取り組みを除いて勘定すると越ノ海が優勝相当となるが、7日目の取組結果によれば、伊達ヶ関と関ノ戸が同点で並んで優勝する可能性がある（優勝制度は、当初は番付上位者優勝制度を採用していた）。